# Jindřich Kohn
Jindřich Kohn (7. března 1874 Příbram – 12. března 1935, Praha) byl český filosof, židovský aktivista, právník a politik.

## Život
Narodil se v Příbrami, v rodině Maxmiliana Kohna a jeho manželky Rosy. Nejprve navštěvoval konfesijní obecnou školu s německým vyučovacím jazykem, později gymnázium v Příbrami. Po absolvování gymnázia nastoupil na právnickou fakultu české university Karlo-Ferdinandovy v Praze, kterou absolvoval v roce 1896. Byl advokátem v Plzni. Po roce 1918 se přestěhoval do Prahy, kde pokračoval v advokátské praxi.
Stal se jedním ze zakladatelů Realistické strany, členem Masarykovy české sociologické společnosti a Mezinárodního sociologického institutu v Ženevě, předsedou čs. sekce Panevropské unie. Byl vůdčí postavou českožidovského hnutí.

## Dílo
- Politika a právo, 1.vyd , Plzeň, Vzdělávací spolek, 1910, s. 23
- Co jest a co není národní právo sebeurčení, 1.vyd., Praha, Jednota průmyslová, 1912, s. 24
- O časovosti humanistického realismu, 1.vyd.,  Plzeň, Směr, 1912, s. 13
- Příroda a duch – Františku Drtinovi, 1.vyd., Plzeň, Společnost Komenského, 1925, s. 15
- Brdy v českém písemnictví, 1.vyd., Plzeň, Literárně umělecký klub, 1935, s. 34
- Asimilace a věky – díl I. sv. 1–2, 1.vyd., Praha, Kapper, 1936, s. 884
- Asimilace a věky – díl II., 1.vyd., Praha, Kapper, 1936, s. 661
- Němcům, 1.vyd., Praha, Václav Fischer vlastním nákladem, 1938, s. 38 (pod pseudonymem J. K. Pravda)